# Čínská ústřední televize
Čínská ústřední televize (čínsky 中国中央电视台, Zhōngguó Zhōngyāng Diànshìtái, anglicky China Central Television, zkrácené CCTV) je čínská státní televize, největší televizní společnost v pevninské Číně. CCTV provozuje síť různorodých televizních stanic, které jsou dostupné více než miliardě diváků.

## Kanály CCTV
- CCTV-1 (hlavní kanál)
- CCTV-2 (finance)
- CCTV-3 (umění a zábava)
- CCTV-4 (mezinárodní témata)
- CCTV-5 (sport)
- CCTV-6 (filmy)
- CCTV-7 (obrana, vojenství)
- CCTV-8 (seriály)
- CCTV-9 (dokument)
- CCTV-10 (věda)
- CCTV-11 (Čínská opera)
- CCTV-12 (společnost, právo)
- CCTV-13 (zpravodajství) – mandarínština
- CCTV-14 (dětský)
- CCTV-15 (hudební)
- CCTV-16 (olympijské hry)
- CCTV-17 (zemědělství)
- CCTV News (zpravodajství) – angličtina
- CCTV-A – arabština
- CCTV-E – španělština
- CCTV-F – francouzština
- CCTV-R – ruština
- CCTV-HD